# Hasselbladhuset
Hasselbladhuset är en byggnad i fyra våningar samt hörntorn, som stod klar 1877 i hörnet av Östra Hamngatan 3 och Sankt Eriks Torg 5 (nu Sankt Eriksgatan 5) i Göteborg.

## Historik
Tomten i Kvarteret 33 Lilla Bommen är på 3 200 kvadratmeter. På tomten i hörnet mellan torget och Östra Hamngatan (nr 107 i 10 roten) låg i början av 1870-talet en envåningsbyggnad som tidigare utgjort Lilla Bommens tullstuga. Tomten var i stadens ägo men köptes 1874 av Göteborgs Byggnads AB, som redan tidigare förvärvat två andra tomter i samma kvarter. Efter ny tomtindelning köptes den stora tomten av F. W. Hasselblad & Co genom köpebrev den 1 april 1874 och 14 januari 1875 för en summa av 114 000 kr. Härifrån fanns goda förbindelser för firman, både via kajen och med järnväg.
Huset byggdes 1874-1875 av Göteborgs Byggnadsaktiebolag efter ritningar av arkitekt A.C. Peterson. Huset invigdes den 3 januari 1876. På de översta våningarna fanns bostadslägenheter - de största med tio rum – och i de nedre våningarna kontor, varuhus och lagerlokaler. Lagerlokalen var enorm för sin tid och sträckte sig fyra våningar, där de tre övre våningarna vilade på järnkolonner och omgav den stora ljusgården som sträckte sig från bottenvåningen upp till taket. Med sin totala golvyta av 2040 kvadratmeter var den länge den största lagerlokalen i Norden. Fram till 1929 fanns i lokelen en hiss som drevs med vattentryck. Utanför den förnämsta bostadsvåningen fanns ursprungligen en hörnbalkong, vilken togs ned 1923.[källa behövs] Bolagets viktigaste personer bodde i huset, och under en period även Viktor Rydberg, som var gift med Fritz Viktor Hasselblads dotter Susen. Under 1920-talet förvärvade firman ytterligare två fastigheter i samma kvarter (nr 102–103 i 10:de roten), och ägde därmed hela nuvarande 33:de kvarteret. Den ena tomten bebyggdes med ett hus som blev firmans hattfabrik. På 1940-talet byggdes bostadslägenheterna om till kontor och lager. Delar av interiörerna förändrades under nästa ombyggnadsperiod, 1978–1983.

## Galleri

Det nybyggda Hasselbladhuset på 1870-talet.
Hasselbladhuset år 1902.